# 尼康D3200
尼康D3200（Nikon D3200）是Nikon公司于2012年4月19日发布的入门级数码单反相机。是取代D3100的后续机型。尼康D3200的像素较前代提升到2416万有效像素，并且可以搭配Wifi无线模块。
跟上一代D3100比較，D3200除了從D3100最高1420萬像素躍升至2416萬像素外，背屏也由D3100的23萬增至92萬像素。源自D3000的引導模式於D3200上繼續被保留並加以強化，讓入門用家可輕易掌握單鏡數碼相機的使用原理。另外最矚目的，是D3200首次支援WiFi功能，只要接上尼康原廠的无线模块，便可透過智慧型手機將相片即時於互聯網上分享。其他功能，D3200的最高連拍速度是每秒4張，比D3100的每秒3張為多，除此以外，其他的主要功能均與D3100大致相同。